# Jan Sievers (Musiker)
Jan Sievers (* 11. August 1977 in Trier) ist ein deutscher Singer-Songwriter.

## Leben
Jan Sievers, bürgerlich Jan-Sievert Krause, wuchs in Trier in Rheinland-Pfalz auf. Er ist verheiratet und hat zwei Söhne. Zurzeit lebt er in Hamburg.

## Musik
Mit 14 Jahren begann Jan Sievers erste Lieder zu schreiben. Nach dem Schulabschluss folgte dann erst die Ausbildung im Bereich Werbung. Während der Arbeit als Praktikant in einer Werbeagentur wurde er durch Zufall von einem Produzenten entdeckt. 1999 unterschrieb er seinen ersten Plattenvertrag und nahm ein Album auf. Das Album wurde 2001 fertiggestellt, jedoch nie veröffentlicht, weil die damalige Plattenfirma (netrecord-z) kurz vor Veröffentlichung pleiteging.
2004 kündigte Sievers seinen festen Job, um sich fortan mehr auf die Musik konzentrieren zu können. Nachdem er eine Vielzahl an Songs geschrieben hatte, gründete er 2005 eine Band (BLINDTEXT), deren Musikstil am ehesten als Mischung aus Indie und Pop-Rock anzusiedeln ist. Markenzeichen der Band sind intelligent-humorvolle Texte und gelb-schwarze Outfits. Mit BLINDTEXT gewann Jan Sievers zahlreiche Wettbewerbe, spielte auf der Coca Cola Soundwave-Tour, dem Frequency Festival und einer Vielzahl anderer Festivals. 2007 wurden Wir sind Helden auf die Band aufmerksam und nahmen einen Song der Band auf ihre Single „Die Konkurrenz“. Ursprünglich für die Band geplant, schrieb Jan Sievers auch ruhigere Titel, die aber nicht zum Konzept der Band passten. Weil er keine weitere Band gründen wollte, startete er ein Solo-Projekt mit diesen Songs – der Start von Jan Sievers.
Nach anfangs noch kostenlosen Konzerten in kleineren Bars und Cafés wurden schnell Labels auf ihn aufmerksam. 2009 unterschrieb er bei der Warner Music Group.
Die Single Die Suche vom März 2010 war die erste Veröffentlichung Sievers’, die sich insgesamt fünf Wochen in den deutschen Singlecharts hielt und bis auf Platz 44 vorrückte. Im Video zur Single wirkten u. a. Musiker wie Udo Lindenberg, Jennifer Rostock, Ina Paule Klink und Gunter Gabriel mit. Im Mai 2010 erschien Sievers’ Debütalbum Abgeliebt, das sich in Deutschland und der Schweiz mehrere Wochen in den Charts hielt und auf Platz 38 platzieren konnte.  
Bei der Produktion des Albums wurde Sievers von namhaften Musikern unterstützt. Neben dem Musikproduzenten Patrik Majer und den Rosenstolz-Bandmitgliedern Jens Carstens (Schlagzeug) und Zoran Grujovski (Gitarre) sang auch die Rosenstolz-Sängerin AnNa R. das Duett Nichts zu bereuen mit ihm. Außerdem war der schwedische Jazz-Musiker und ECHO Gewinner Martin Tingvall an der Produktion zweier Songs beteiligt.
Am 30. September 2011 erschien der Song „Was ist dann Liebe?“ als dritte Singleauskopplung aus seinem Album Abgeliebt in einer Version mit dem Autorinnen-Duo Anne Hertz, mit denen er auch auf Tour ging. Aus der Zusammenarbeit ist ebenfalls ein Buch entstanden (siehe Trivia).
Das Musikvideo zu „Was ist dann Liebe?“ wurde vom Musik-Fachaward als bestes Musikvideo 2012 ausgezeichnet. Eine Fachjury sowie knapp 400.000 Musikfans stimmten für das ungewöhnliche Video, bei dem Jan Sievers als Ideengeber, Regisseur und Produzent agierte. Die Umsetzung des Clips basierte auf Skype und wurde mit Fans aus Deutschland, der Schweiz und Österreich gedreht. In dem Video stecken laut Sievers vier Monate Arbeit, 14 Drehtage, über 3000 Einstellungen und 59 Darsteller. Die Idee war ein Video-Konferenz-Clip, in dem die Beteiligten untereinander agierten, als wären sie im selben Raum.
Zur Tour 2013/14 veröffentlichte Sievers die „Sie ist wie April EP“, die es exklusiv auf Konzerten zu kaufen gab. Im Video zur gleichnamigen Single spielte die Schauspielerin und Autorin Jana Voosen eine sehr launische Frau, die mit allen Mitteln versucht, Jans Aufmerksamkeit zu bekommen.
2015 startete Jan Sievers erfolgreich ein Crowdfunding über die Plattform nordstarter/startnext und sammelte innerhalb kürzester Zeit über 20.000 Euro. Zu diesem Zeitpunkt war die Produktion des zweiten Albums bereits kurz vor Abschluss. Primäres Ziel des Crowdfundings war es, Geld für Streicher- und Orchesteraufnahmen zu sammeln, weil Sievers darauf bestand, „ein echtes Orchester und echte Musiker“ zu haben. Die Hälfte der Summe wurde bereits nach einer Woche erreicht.
Das Album Neue Heimat wurde im Oktober 2016 veröffentlicht. Anschließend ging Jan Sievers mehrere Wochen auf Tour mit der Band SILLY und ANNA LOOS, sowie LUXUSLÄRM. Nach vielen Auftritten als Support-Act startete Sievers 2017 seine eigene Live-Tour durch Deutschland.

## Trivia
Jan Sievers war die Inspiration für das Buch „Wunschkonzert“ des Bestseller Autorinnen Duos Anne Hertz. Das Buch erschien 2011 bei Droemer/Knaur, genauso wie ein Hörbuch mit einer Auswahl eingebundener Songs von Jan Sievers.
In Anlehnung an die 80er Jahre Kult-TV-Serie „Ein Colt für alle Fälle“ mit Colt Seavers nennt sich die Begleitband, die Jan Sievers bei Aufnahmen und Live-Auftritten unterstützt, „Jan Sievers & Die Band für alle Fälle“.
Jan Sievers setzt sich für Humanität, Hilfsbereitschaft und Tierschutz ein. Er unterstützt neben humanitären Hilfsorganisationen auch die DKMS als Stammzellenspender sowie die Organisation IFAW.

## Projekte
Jan Sievers schreibt auch für und mit anderen Künstlern.
Für Annett Louisan schrieb er den Song „Der Kuss“, der 2014 auf ihrem Album „Zu viel Information“ erschien.
Für Gunter Gabriels Album Sohn aus dem Volk von 2009 versah Jan Sievers den Radiohead-Klassiker Creep mit einem deutschen Text. Ergebnis war der Song Ich bin ein Nichts.
Weitere Tätigkeiten
Seit 2019 ist Jan Sievers auch als Trainer, Coach und Redner im Bereich Persönlichkeitsentwicklung tätig. 2025 gründete er die Awaken Yourself Academy (AYA), eine Plattform für Online-Kurse, Live-Trainings und Coaching-Angebote zur persönlichen Weiterentwicklung.

## Diskografie
Alben
- Abgeliebt (2010, Warner Music)
- Neue Heimat (2016, rough trade)

Singles
- Die Suche (2010, Warner)
- 20.000 Mann (2011, Warner)
- Was ist dann Liebe? feat. Anne Hertz (2011, Warner)
- Polaroid (2016, rough trade)

EPs
- Sie ist wie April (2013, Mijo Discount / Sievers Records Hamburg)